# Шраффировка (геральдика)
Шраффиро́вка (от нем. Schraffierung — штриховка) — способ условной передачи тинктуры (цветов) герба при его чёрно-белом изображении или изображение цветов герба штрихами и условными значками (шраффировкою или графически).
Современная система шраффировки предложена в 1630-е годы Сильвестром Петра Санктой и Марком Вульсоном де ла Коломбьером. Впервые геральдические цвета были переданы посредством штриховки Яном Баптистой Зангриусом в 1600 году, а после Яковом Франкаром в 1623 году. Предлагались и другие варианты шраффировки, которые, однако, не получили распространения. В ЭСБЕ указано что долгое время изобретение шраффировки приписывали Коломбиеру, но на окончание XIX столетия не подлежало сомнению, что оно было сделано Яковом Франкером, еще в 1623 году употребившим графический способ для изображения геральдических цветов.

Современная система шраффировки:
золото
серебро
червлень
лазурь
зелень
пурпур
чернь

На щитах
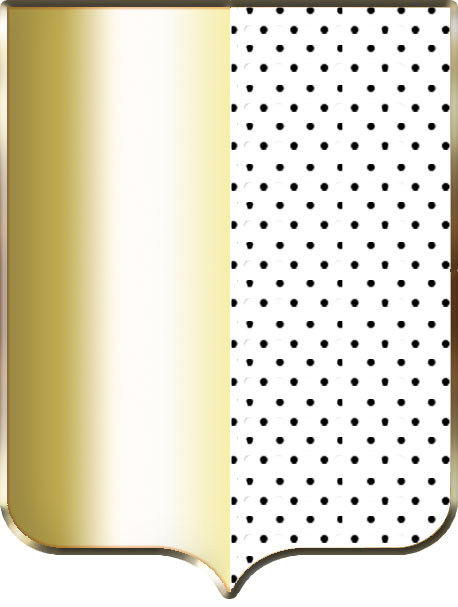
Золото
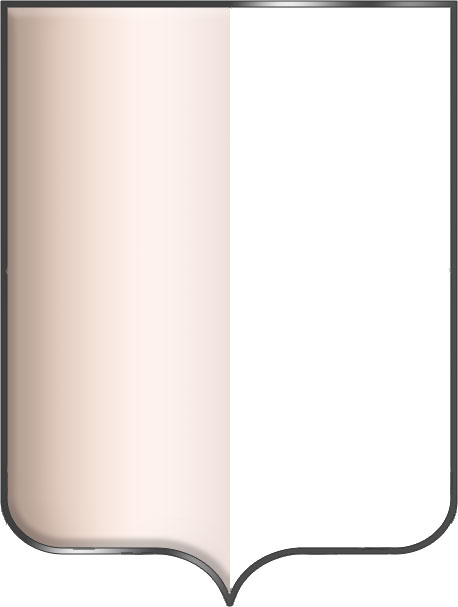
Серебро
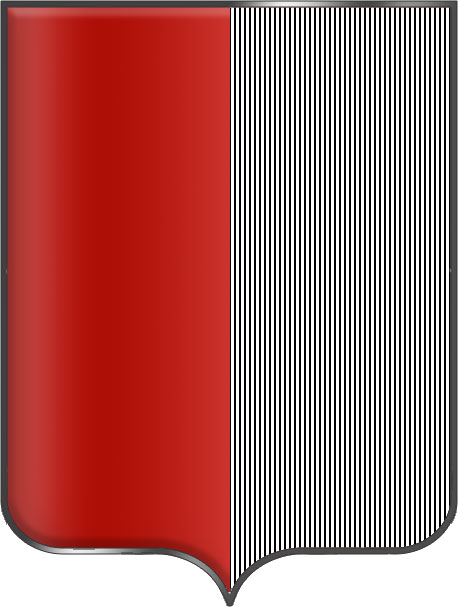
Червлень
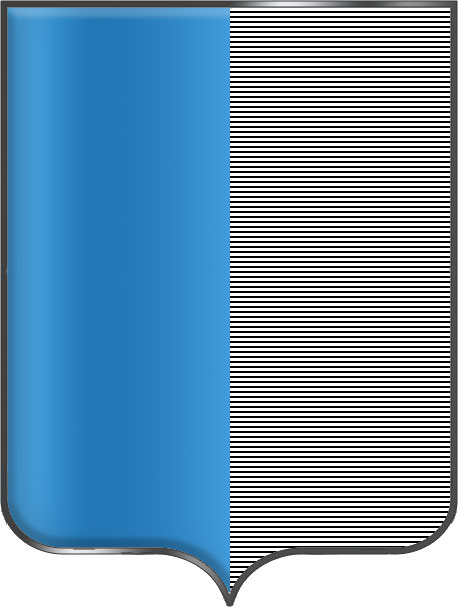
Лазурь
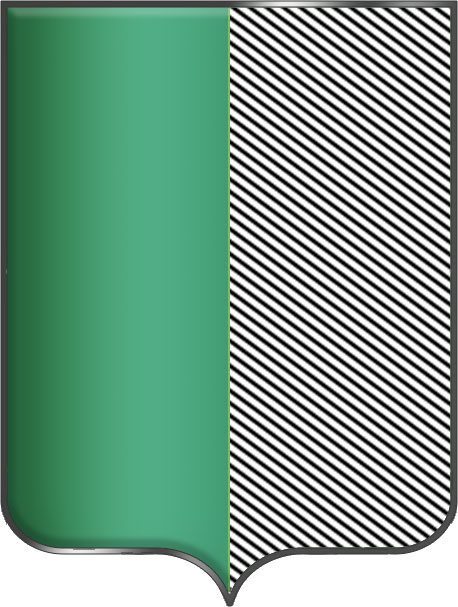
Зелень
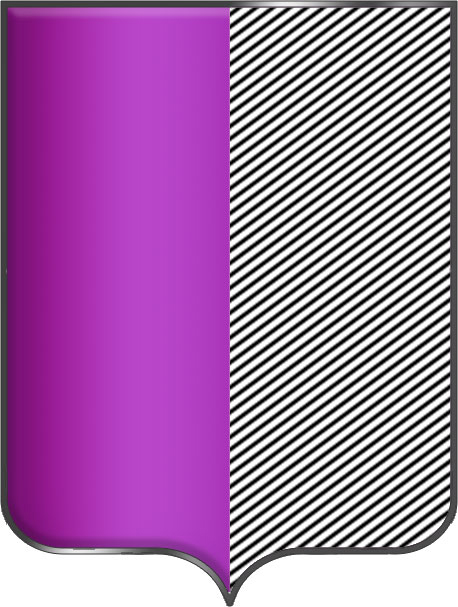
Пурпур
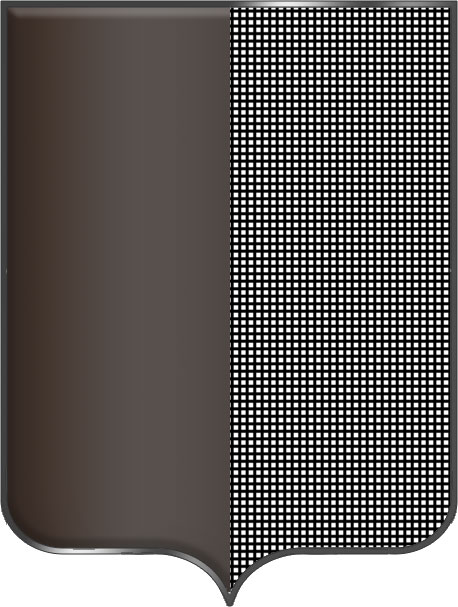
Чернь

## Надписи, буквы и символы планет

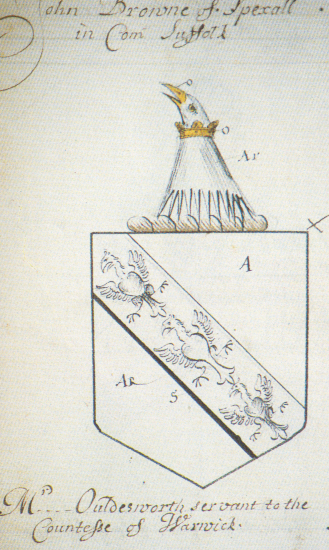
Обозначение тинктур начальными буквами их названий в гербе работы Джона Брауна, 1591

Потребность в воспроизведении гербов без применения красок возникла в XVI столетии, когда искусство гравюры на дереве и меди стало развиваться и достигло большого совершенства. С этого времени стали появляться печатные гербовники, среди которых внимания заслуживают изданный в Нюрнберге в 1555 году Вергилием Солисом и более поздние гербовники Брентеля (1584), Зибмахера (1605) и Фюрста (1655). В этих печатных гербовниках впервые были применены новые способы условного обозначения геральдических цветов и металлов. Сначала для этой цели использовали объяснительные надписи, обозначавшие тинктуры и металлы, а затем лишь отдельные буквы. Этот способ нашел применение в работах Солиса, Мартина Шрота (1576), Христиана Урстиса (1580) и Зибмахера. Они обозначали цвета и металлы начальными буквами их немецких, а иногда и латинских, названий: так, например, R (roth) — красный, В (blau) — синий, Sch (schwarz) — чёрный, Рр — пурпур, G (gold) — золото, S (silber) — серебро и так далее.
В 1654 году Генрих Спильман применил для изображения финифтей и металлов астрономические символы: знак  (Солнце) обозначал золото;  (Луна) — серебро;  (Марс) — червлень;  (Юпитер) — лазурь;  (Венера) — зелень;  (Сатурн) — чернь и  (Меркурий) — пурпур.
Оба эти способа были неудобны в использовании: они оказались совершенно непригодными при изображении гербов с мелкими и многочисленными фигурами, особенно при изображении сложных гербов на рисунках малого размера.

## Точки и штрихи
Неудобство упомянутых выше способов вызвало введение обозначения геральдических тинктур и металлов посредством черт и точек, которыми покрывается поле щита, соответственно их условному значению. Первый опыт применения подобного способа был сделан в 1600 году Яном Баптистой Зангриусом в своей презентации гербов герцогства Брабант. Следующим, кто применил этот метод, был Яков Франкарт, который в 1623 году издал в Брюсселе описание погребения эрцгерцога Альберта Австрийского, украшенное гравюрами на меди, к коему приложил таблицу штрихов для определения геральдических цветов. Золото он предложил изображать горизонтальными штрихами, серебро — оставляя чистое место, червлень — вертикальными, зелень — диагональными чертами слева, чернь — взаимно пересекающимися диагональными, лазурь — точками.
Такой графический способ оказался самым целесообразным и удобным и вскоре вошел во всеобщее употребление, хотя и подвергся впоследствии некоторым изменениям. В настоящее время общепринятый метод изображения гербов посредством штриховки следующий: красный цвет (червлень) изображается через вертикальные штрихи; лазурь — через горизонтальные; зеленый — диагональными чертами, проведенными из геральдически правой стороны щита к левой; черный — вертикальными и горизонтальными пересекающимися чертами; золото — через пунктир (усеяние поля или фигур точками); серебро — остается белым, то есть без черт и точек; пурпур — диагональными чертами, проведенными от левой стороны к правой (противоположно зелёному).

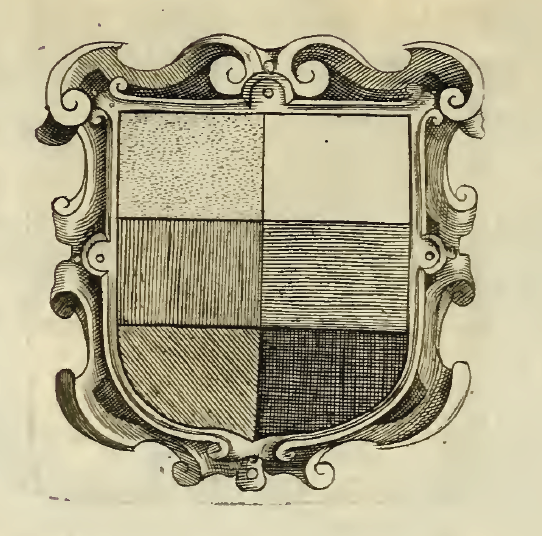
Система шраффировки Петра Санкты. Вариант 1634 года без обозначения для пурпура

Современные графические обозначения геральдических тинктур были предложены учёным иезуитом Сильвестром Петра Санктой в его сочинении «Tesserae gentilitiae», изданном в Риме в 1638 году, а затем были приняты повсюду благодаря французскому геральдисту Марку Вульсону де ла Коломбьеру, который изложил их в сочинении «Nouvelle methode de cognoistre les metaux et les couleurs sur la taille douce» (Париж, 1639). Сам Коломбьер утверждал, что Петра Санкта просто скопировал его систему без всяких изменений, но точно такая же система (за исключением отсутствия шраффировки для пурпура) встречается и в более ранней работе Петра Санкты, относящейся к 1634 году.

Непринятые системы шраффировки
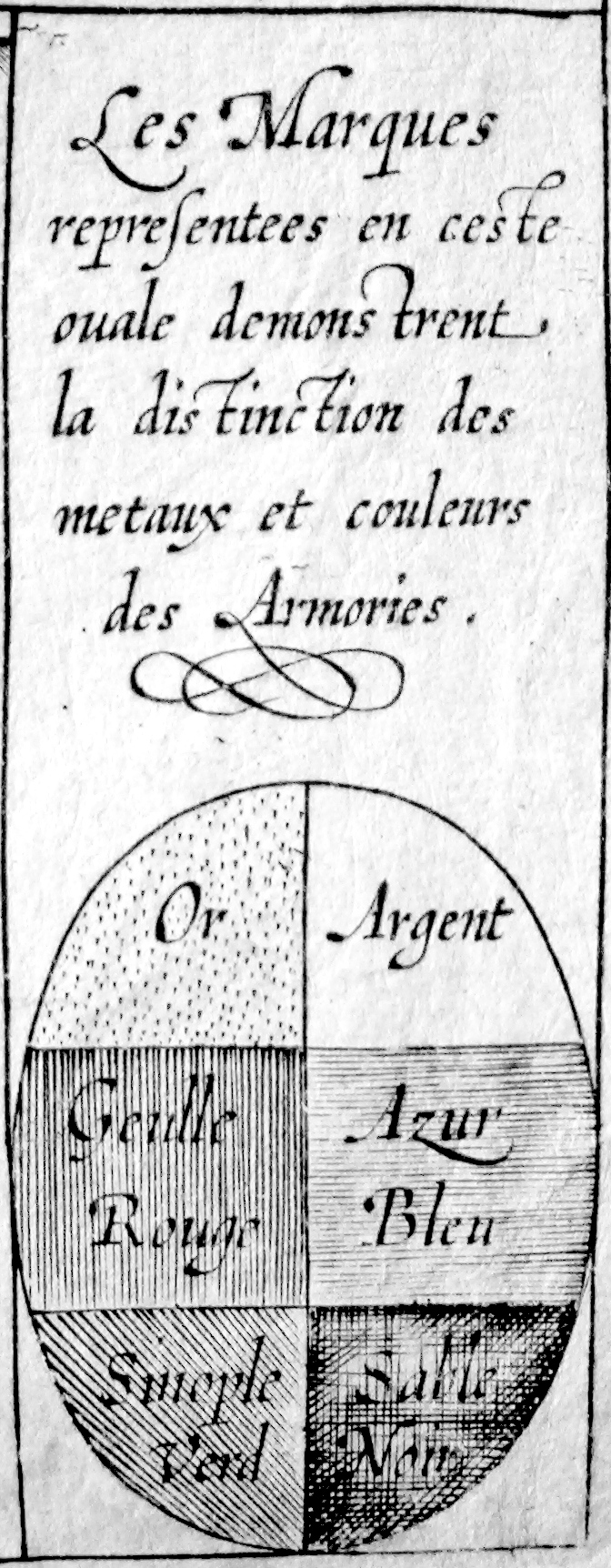
Ян Баптиста Зангриус, 1600
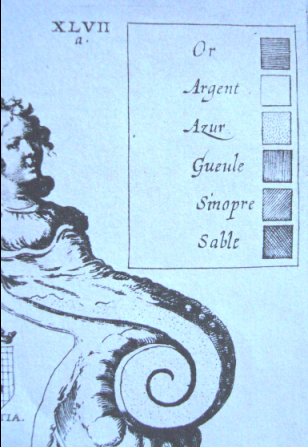
Яков Франкар, 1623
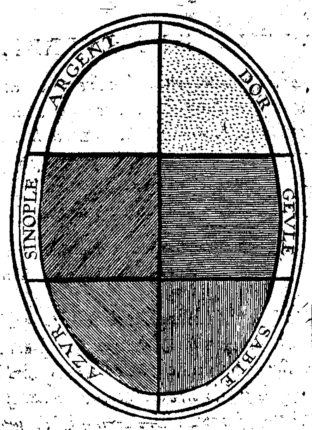
Кристофор Буткенс, 1626
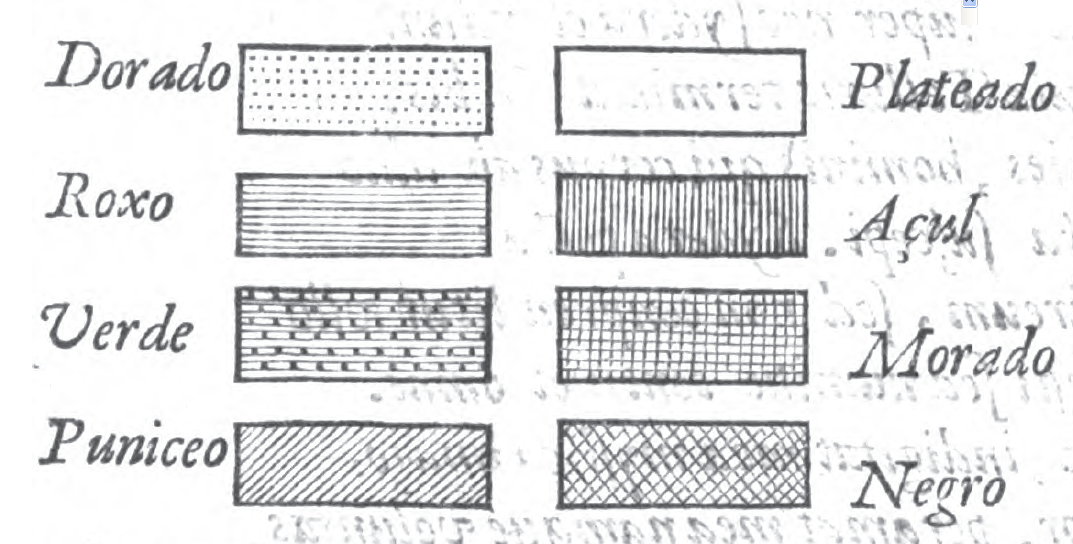
Карамуэль, 1636
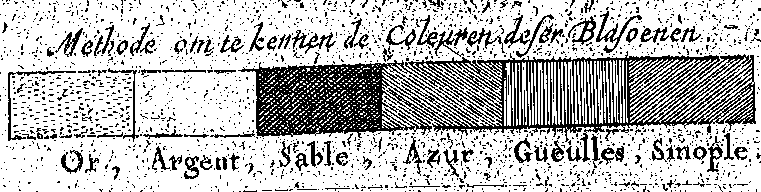
де Рук, 1645
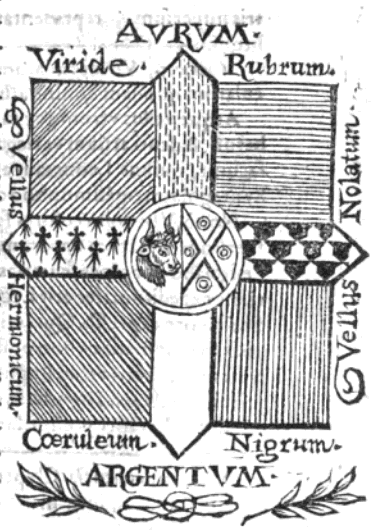
Гелениус, 1645

Другие системы штриховки, предлагавшиеся в XVII веке нидерландцем Кристофором Буткенсом, испанцем Хуаном Карамуэлем, нидерландцем Томасом де Руком, а также Гелениусом, оказались менее удобными и распространения не получили.
Обозначение геральдических цветов через штриховку при пластическом (en relief) изображении гербов в более древнее время не применялось вовсе, и при этом различие цветов узнавалось через выпуклость или углубление, в новейшее же время штриховку очень часто применяют на печатях, монетах и на различных рельефах, особенно для обозначения фона (то есть щитового поля), гербовые же фигуры при этом обыкновенно даются без штриховки.
Прибавившиеся впоследствии второстепенные геральдические цвета также обозначаются графическим способом. Натуральный цвет не получает, обыкновенно, никакого особого обозначения, чтобы отличить предметы натурального цвета от серебряных, их слегка оттеняют (художественной тенью или штриховкой).
Шраффировка всегда проводится относительно сторон щита вне зависимости от его положения.